# Briñas
Briñas – gmina w Hiszpanii, w prowincji La Rioja, w La Rioja, o powierzchni 2,44 km². W 2011 roku gmina liczyła 242 mieszkańców.